# Karl Kirk
Karl Kirk (Sønder Nærå, 1890. április 5. – Aarhus, 1955. március 6.) olimpiai ezüstérmes dán tornász.
Az 1912. évi nyári olimpiai játékokon indult tornában és a svéd rendszerű csapat összetettben ezüstérmes lett.
Klubcsapata a Skytterforeningernes Hold volt.